# Jerónimo Gonçalves Teixeira
 Jerónimo Gonçalves Teixeira  ou D. Jerónimo Gonçalves Teixeira Souto Mayor (Trás-os-Montes, Portugal, 1490 —?) foi um dos primeiros povoadores portugueses da ilha de São Jorge, Açores.

## Relações familiares
Foi casado com Luzia Dias de Sousa de quem teve:
1. André Gonçalves Teixeira, que casou  com Isabel Pires de Sousa.
2. Adriana Teixeira de Souto Mayor, nascida em 1500 e falecida antes de 1588. Casou com Baltasar da Cunha